# Broadway Journal
Broadway Journal a fost un ziar cu apariție scurtă din New York, fondat de Charles Frederick Briggs și John Bisco în 1844. Un an mai târziu, publicația a fost cumpărată de Edgar Allan Poe, devenind singurul periodic pe care acesta l-a deținut vreodată, deși a eșuat după numai câteva luni sub conducerea sa.

## Istoric

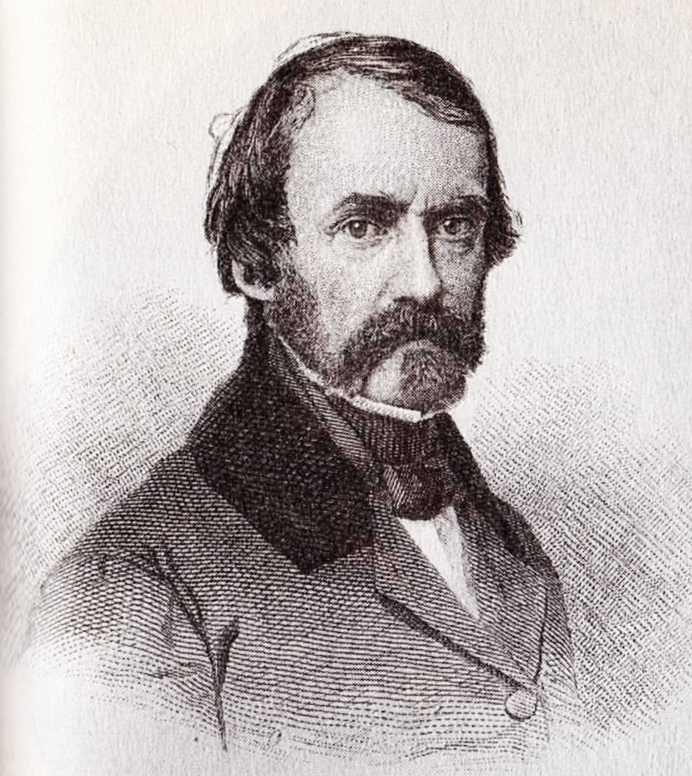
Charles Frederick Briggs, unul dintre cei doi fondatori ai Broadway Journal

Briggs, cunoscut anterior ca romancier satiric sub pseudonimul „Harry Franco”, i-a scris o scrisoare lui James Russell Lowell pe 7 decembrie 1844, anunțându-și intențiile de a începe publicarea unei reviste. „Numele va fi, de dragul individualității și mai ales al altor persoane, Broadway Journal, sau Review, sau Chronicle, sau ceva cu Broadway”. La fondarea sa ca Broadway Journal, Briggs a preluat sarcinile redactoriale și a solicitat colaboratori, în timp ce partenerul său de afaceri John Bisco s-a ocupat cu publicarea și cu activitățile financiare.
Pe 21 februarie 1845, Edgar Allan Poe a semnat un contract pe un an pentru a deveni redactor al publicației. De asemenea, el a fost de acord să scrie un material original de cel puțin o pagină în fiecare săptămână. Pentru aceasta a primit o treime din câștiguri. În curând, cu toate acestea, reputația caustică de critic a lui Poe a început să-l deranjeze pe Briggs, iar acesta din urmă a intenționat să scape și de Poe și de Bisco. Nu a avut însă succes să găsească noi finanțatori atunci când Bisco a crescut prețul solicitat pentru partea sa. Poe, pentru un timp, s-a gândit să-și vândă propria sa parte lui Evert Augustus Duyckinck sau lui Cornelius Mathews. Briggs a încercat să cumpere partea lui Bisco, care a cerut mai mulți bani decât era dispus Briggs să plătească. Până în luna iunie, cu toate acestea, Briggs a demisionat din cauza dificultăților financiare și, în octombrie, Bisco și-a vândut partea sa lui Poe pentru 50 de dolari (Poe a plătit cu un instrument de plată andosat de Horace Greeley). Poe a dobândit control editorial deplin și drept de proprietate asupra Broadway Journal.
Poe a publicat versiuni noi ale mai multora dintre operele sale, inclusiv „Masca Morții Roșii”, „Portretul oval” și altele. El și-a continuat, de asemenea, rolul său de critic literar, inclusiv acuzațiile de plagiat la adresa lui Henry Wadsworth Longfellow. El a folosit, de asemenea, Broadway Journal pentru un flirt public cu Frances Sargent Osgood și pentru a strânge bani pentru o nouă revistă la care visa de multă vreme ce urma să poarte numele The Penn.
Poe nu a reușit să aducă ziarului un succes financiar, deși a sperat să rezolve situația dificilă a publicației. Un împrumut de 50 de dolari de la Rufus Wilmot Griswold în octombrie 1845 l-a ajutat să o susțină pentru o perioadă scurtă de timp. Într-o scrisoare din 15 noiembrie 1845 către poetul și prietenul său Thomas Holley Chivers a promis, „voi face o avere din asta”. Chiar și așa, publicația și-a încetat apariția în mod oficial cu un ultim număr publicat în 3 ianuarie 1846, care a inclus o declarație de rămas bun:
Angajamente nebănuite îmi solicită întreaga mea atenție, iar obiectivele pentru care a fost înființat Broadway Journal fiind neîndeplinite până în prezent în ceea ce mă privește, eu, în calitate de editor, îmi iau acum rămas bun - la fel de cordial prietenilor, ca și dușmanilor. - Edgar A. Poe
După ce a preluat controlul deplin al Broadway Journal, Poe a cerut sprijinul prietenilor săi. Referindu-se la acest aspect după încetarea apariției ziarului, Cornelia Wells Walter de la Boston Evening Transcript a scris un poem:
To trust in friends is but so so

Especially when cash is low;

The Broadway Journal's proved „no go” —

Friends would not pay the pen of POE.

## Conținut
Broadway Journal a încercat să fie un ziar intelectual mai grave în comparație cu alte ziar din acea vreme. Din aceasta cauză, el a avut un public mai redus și mai puțin succes financiar. A publicat recenzii literare, dar și critică de artă, de teatru și de muzică, precum și poezie și articole despre politică.